# Gonzalo Plata
Gonzalo Jordy Plata Jiménez, mais conhecido como Gonzalo Plata (Guaiaquil, 1 de novembro de 2000) é um futebolista equatoriano que atua como ponta-direita. Atualmente, joga no Flamengo.
Foi considerado o terceiro melhor jogador do Copa do Mundo FIFA Sub-20 de 2019.

## Títulos
Sporting
- Primeira Liga: 2020–21

Al-Sadd SC
- Liga de Futebol do Catar: 2024
- Copa do Emir do Catar: 2024

Flamengo
- Copa do Brasil: 2024
- Supercopa Rei: 2025
- Campeonato Carioca: 2025

Seleção Equatoriana
- Campeonato Sul-Americano Sub-20: 2019

### Prêmios Individuais
- Jogador revelação do Campeonato Equatoriano de Futebol: 2018
- Seleção do Campeonato Sul-Americano Sub-20: 2019[2]
- Bola de Bronze da Copa do Mundo FIFA Sub-20: 2019[3]
- Jogador do mês de dezembro da Qatar Stars League: 2023